# Кали (богиня)
Вижте пояснителната страница за други значения на Кали.
Кали (на санскрит: काली) в индуистката митология е богиня на смъртта и разрушението, съпруга на бог Шива. Тя една от десетте Дашамахавидя.
Името Кали означава „сила на Кала или времето“, която прави всичко преходно. Въпреки нейните негативни краски, тя не е точно богиня на смъртта, а по-скоро на времето и промяната.
Наричана е „Черната“ или „Тъмната“ богиня. Тя приема жертвите си по време на специален ритуал наречен Дурга-пуджа, като понякога ѝ принасят в жертва дори хора. Изобразяват я танцуваща върху мъртвото тяло на своя съпруг Шива, като в едната ръка държи главата му, а в другата върти меч. Като богиня на смъртта, Кали унищожава всичко, включително и божествения си съпруг, тъй като нищо видимо на този свят не е вечно. Кали се радва на особена почит в Западен Бенгал.